# G Canis Minoris
G Canis Minoris (G CMi) é uma estrela binária na constelação de Canis Minor. Ela está a cerca de 261 anos-luz da Terra.
| Planeta | Massa      | Semieixo maior (UA) | Período orbital (dias) | Excentricidade |
| ------- | ---------- | ------------------- | ---------------------- | -------------- |
| b       | 6 ± 0.3 MJ | 1.2 ± 0.1           | 480.5 ± 0.5            | 0.07 ± 0.03    |